# Heitor Castro
Heitor José Ribeiro de Castro, mais conhecido como Heitor Castro, (Rio de Janeiro, 06 de abril de 1969), é um músico multi-instrumentista, compositor e instrutor musical brasileiro.

## Biografia
Nascido e criado no Rio de Janeiro (RJ), Heitor Castro é filho de Heitor Victor Poti de Castro e Daisy Ribeiro de Castro e tem duas irmãs: Érika Ribeiro de Castro e Daniela Ribeiro de Castro.
Chegou a cursar faculdade de informática na PUC/ RJ e trabalhar como analista de sistemas por um ano, mas aos 25 anos decidiu dedicar-se à música e ingressou na Guitar Institute of Technology —  atual Musicians Institute —, instituto de formação musical situado em Hollywood - Los Angeles (EUA).
Lá, teve aulas com grandes expoentes da música, como Joe Diorio, Scott Henderson e Carl Schroeder. 
Seu talento destacou-se ainda na faculdade, sendo um dos poucos alunos a graduar-se com Honors (honras).
De volta ao Brasil em (1997), fundou a rede de escolas Mais que Música (RJ), pioneira em ensino musical a distância e que hoje é a líder no segmento, oferecendo aulas de violão, guitarra, canto, piano, bateria e baixo.
É também o criador do Método Tríade, metodologia de ensino musical que mescla teoria e prática com técnicas especiais para elevar a motivação dos alunos e melhorar a qualidade do aprendizado. 
Tanto seu canal do Youtube quanto o curso de violão online são os mais populares do segmento na internet. Em maio de  2020, seu canal registrava 1,46 milhões de inscritos e seus cursos online já haviam somado mais de 54.000 matrículas nas suas diversas categorias.
Além disso, Heitor Castro é um dos poucos professores de música do mundo — sendo o único brasileiro — a contar com o patrocínio de grandes fabricantes de instrumentos musicais, como a Yamaha, Elixir e Edifier juntas. 
Em sua rede de escolas, a Mais que Música, já tiveram aulas diversas pessoas conhecidas do meio artístico, tais como os atores Daniel de Oliveira, Paolla Oliveira, Marjorie Estiano, Claudio Heirinch, Marcelo Bonfá (Legião Urbana) e Francisco Cuoco.
No ano de 2016, recebeu o troféu de Personalidade em Ensino Digital no Brasil — Prêmio Juscelino Kubitschek —, conferido pela Academia Brasileira de Honras ao Mérito, no Copacabana Palace (RJ).

## Obra
Tendo como principais influências Pat Metheny, Hermeto Pascoal, Egberto Gismonti e Brecker Brothers, Heitor Castro gravou três álbuns. 
O primeiro foi lançado em 1994, com músicas dos Beatles em versões Jazz (Beatles Juice). Sucesso de público e crítica, o trabalho foi indicado ao Prêmio Sharp de Música Brasileira.
Já no início dos anos 2000, o músico montou a Banda Súbito, onde tocava composições próprias no estilo pop rock. Com ela, apresentou-se nas mais importantes casas de shows cariocas.
Em 2002, veio Spiritual Jazz, que contou com a participação de músicos reconhecidos, como Nico Assumpção, (considerado um dos maiores contrabaixistas do mundo), Leo Gandelman e Zé Renato. 
O álbum foi gravado no lendário estúdio Abbey Road, em Londres, por onde passaram bandas como Pink Floyd, Oasis e os próprios Beatles. Na ocasião, Heitor teve a oportunidade de reger a London Orchestra e tornou-se conhecido, também, por ser um dos pouquíssimos brasileiros a reger uma orquestra no Abbey Road. 
E em 2009, lançou o álbum Súbito, registro do seu trabalho com a banda.

## Prêmios
- Prêmio JK - Personalidade em Ensino Digital no Brasil (2016) - Academia Brasileira de Honras ao Mérito
- Indicado ao Prêmio Sharp de Música Brasileira pelo álbum Beatle Juice (1994).

## Discografia
- Beatles Juice  - Gravadora: Albatroz  (1994)
- Spiritual Jazz  - álbum independente (2002)
- Banda Súbito - álbum independente (2009)